# Cătălina Axente
Cătălina Axente (n. 31 octombrie 1995, Galați, România) este o luptătoare în stil liber română. Are în palmares două medalii de bronz la Campionatele Europene de Lupte. În 2024 a participat la Jocurile Olimpice de la Paris.

## Palmares internațional
| Campionatele Europene | Campionatele Europene | Campionatele Europene | Campionatele Europene |
| An                    | Loc                   | Medalie               | Categorie             |
| --------------------- | --------------------- | --------------------- | --------------------- |
| 2020                  | Roma                  | Bronz                 | 72 kg                 |
| 2023                  | Zagreb                | Bronz                 | 76 kg                 |